# Канал (филм)
Вижте пояснителната страница за други значения на Канал.
„Канал“ (на полски: Kanał) е полски военен филм от 1957 година на режисьора Анджей Вайда по сценарий на Йежи Стефан Ставински.
В центъра на сюжета е група участници в Армия Крайова по време на Варшавското въстание, която се опитва да се прехвърли от една част на Варшава в друга през градската канализация. Главните роли се изпълняват от Тадеуш Янчар, Тереса Ижевска, Венчислав Глински, Тадеуш Гвяздовски, Станислав Микулски.
„Канал“ е номиниран за „Златна палма“ и получава специална награда на журито на Кинофестивала в Кан.